# Elasmothemis cannacrioides
Elasmothemis cannacrioides är en trollsländeart som först beskrevs av Philip Powell Calvert 1906.  Elasmothemis cannacrioides ingår i släktet Elasmothemis och familjen segeltrollsländor. Inga underarter finns listade i Catalogue of Life.